# 日本海薬品 (島根県)
日本海薬品有限会社（にほんかいやくひん）は、かつて存在した医薬品、衛生材料、化粧品の卸売を中心とする日本の企業である。鳥取県の「日本海薬品株式会社」に吸収合併され、現在はスズケングループの株式会社サンキとなっている。医薬品の卸売手。

## 概要
- 本社：島根県松江市東朝日町108
- 代表取締役社長・成松憲一
- 代表取締役会長・萩尾千秋
- 代表取締役副社長・土江恒信
- 取締役営業部長・曽田弘

## 大株主
- 田辺製薬
- マルゴ不動産

## 沿革
- 1957年（昭和32年）3月11日「松井本店薬局」（松江市堅町4）を創立
  - 卸部（松江市雑賀245）と小売部（松江市寺町213）を分離
  - 「日本海薬品株式会社」との業務提携で「松井薬品本店・卸部」を松江市東朝日町108へ新築移転
- 1963年（昭和38年）5月「日本海薬品株式会社」との合弁で「松井薬局本店」の卸部門を分離独立し資本金2000万円「日本海薬品有限会社」（松江市東朝日町108）を設立
- 1971年（昭和46年） - 鳥取県鳥取市の「日本海薬品株式会社」と合併

## 営業所
- 松江本社・松江市東朝日108
- 出雲連絡所・出雲市半ヶ沢217

## 主な取引メーカー
- 田辺製薬
- 東京田辺製薬
- 台糖ファイザー

## 関連会社
- 松井薬局本店（島根県）
- 日本海薬品株式会社（鳥取県）
- 日本海薬品株式会社ヨネヤマ薬局（鳥取県）
- 日本海薬品株式会社スエヒロ薬局（鳥取県）
- 萩尾薬品株式会社（岡山県）